# Saison 1966-1967 de la Jeunesse sportive de Kabylie
Maillots
Chronologie
Saison précédente Saison suivante
Cet article traite de la saison 1966-1967 de la Jeunesse sportive de Kabylie. Les matchs se déroulent essentiellement en Division Honneur (soit la quatrième du club à ce niveau), mais aussi en Coupe d'Algérie.
Il s'agit de sa sixième saison depuis l'indépendance de l'Algérie, soit sa quinzième saison sportive si l'on prend en compte les dix précédentes qui eurent lieu durant l'époque coloniale.
Cette saison voit également la naissance d'une nouvelle la division, la fameuse National II, soit le deuxième niveau dans la hiérarchie du football algérien de cette époque, l'échelon supérieur à celui que dispute la Jeunesse sportive de Kabylie.

## Contexte historique et footballistique
Après deux premières saisons du football algérien ayant permis la restauration des compétitions sportives dans un premier temps et le début d'une hiérarchisation de niveau dans un deuxième temps, les dirigeants du football algérien de cette époque songèrent à la création d'une élite. Pour cela ils mirent en place un palier supérieur à la traditionnelle "Division Honneur" qui regroupa l'élite du football national en l'appelant sobrement la "National". Durant deux ans seulement, les deux premières divisions de haut niveau du football algérien étaient donc la National composée de seize équipes et la Division Honneur qui elle était composée de trois groupes suivant les trois anciennes régions de l'Algérie, à savoir le Groupe Ouest ou Oran, le Groupe Centre ou Alger et le Groupe Est ou Constantine. Chacun de ses groupes étaient constitué d'au moins douze équipes (seize durant la première année de mise en place de la National) dont les champions au terme de la saison accèdent dans l'élite.
À la fin de la saison 1965-1966, les dirigeants proposèrent une nouvelle hiérarchisation de niveau par la création pour la saison suivante d'une nouvelle division qui serait l'intermédiaire entre la National et la Division Honneur. Étant donné le nombre important de club concourant à cette époque et le difficile accès à l'élite, l'apparition de ce nouvel échelon permettrait de satisfaire les compétiteurs et ainsi faire éclore une seconde élite ce qui aurait pour conséquence une augmentation importante du niveau du football algérien. Ce palier prit donc le nom de National II et l'élite celui de National I afin de bien les différencier. La Division Honneur qui fut la deuxième appellation de l'élite durant la deuxième année du football algérien, puis le deuxième niveau à partir de la troisième année, se trouve donc être la troisième division au début de la saison 1966-1967, soit la cinquième année et demeure toujours constituée de trois groupes dont les champions cette fois-ci accèdent en National II.

## Championnat d'Algérie de football: Division Honneur Centre 1966-1967
À partir des derniers résultats de la saison précédente en Division Honneur, il a été décidé que les quatre premiers des trois groupes accèdent en National II plus les deux relégués de la National I. Autrement dit l'AS Khroub, le CR Témouchent, l'ES Mostaganem, la JS Djijel, la JSM Skikda, le MC Alger, le MSP Batna, l'USM Alger, l'USM Bel-Abbès et l'USM Sétif soit dix équipes constituent cette division.
La JS Kabylie qui termina la saison précédente à la quatrième place du classement n'a pas le droit à cet honneur et reste bon gré mal gré dans le Groupe Centre de la Division Honneur en compagnie de onze autres équipes que sont l'AS Orléansville, le Hydra AC, la JS Bordj Menaiel, le MS Cherchell, l'O Médéa, l'OM Ruisseaux, l'OM Saint-Eugène, le SC Affreville, l'USM Maison-Carrée, le WA Boufarik et le WO Rouïba.

### Calendrier de la Division Honneur Centre (1966-1967)
Contrairement à la saison précédente où le Groupe Centre était composé de seize équipes donnant un championnat de trente journées, celui de cette saison n'en comporte que vingt-deux car ne contient que douze équipes.
| Phase aller       | Match 1             | Match 2               | Match 3             | Match 4             | Match 5               | Match 6             | Phase retour    |
| ----------------- | ------------------- | --------------------- | ------------------- | ------------------- | --------------------- | ------------------- | --------------- |
| 25 septembre 1966 | H.A.C. / J.S.K.     | U.S.M.M.C. / J.S.B.M. | O.M. / M.S.C.       | S.C.A.F. / O.M.R.   | O.M.S.E. / W.O.R.     | W.A.B. / A.S.O.     | 12 février 1967 |
| 2 octobre 1966    | A.S.O. / H.A.C.     | W.O.R. / W.A.B.       | O.M.R. / O.M.S.E.   | M.S.C. / S.C.A.F.   | J.S.B.M. / O.M.       | J.S.K. / U.S.M.M.C. | 19 février 1967 |
| 9 octobre 1966    | H.A.C. / U.S.M.M.C. | O.M. / J.S.K.         | S.C.A.F. / J.S.B.M. | O.M.S.E. / M.S.C.   | W.A.B. / O.M.R.       | A.S.O. / W.O.R.     | 5 mars 1967     |
| 16 octobre 1966   | W.O.R. / H.A.C.     | O.M.R. / A.S.O.       | M.S.C. / W.A.B.     | J.S.B.M. / O.M.S.E. | J.S.K. / S.C.A.F.     | U.S.M.M.C. / O.M.   | 19 mars 1967    |
| 23 octobre 1966   | H.A.C. / O.M.       | S.C.A.F. / U.S.M.M.C. | O.M.S.E. / J.S.K.   | W.A.B. / J.S.B.M.   | A.S.O. / M.S.C.       | W.O.R. / O.M.R.     | 2 avril 1967    |
| 6 novembre 1966   | H.A.C. / O.M.R.     | M.S.C. / W.O.R.       | J.S.B.M. / A.S.O.   | J.S.K. / W.A.B.     | U.S.M.M.C. / O.M.S.E. | O.M. / S.C.A.F.     | 16 avril 1967   |
| 13 novembre 1966  | S.C.A.F. / H.A.C.   | O.M.S.E. / O.M.       | W.A.B. / U.S.M.M.C. | A.S.O. / J.S.K.     | W.O.R. / J.S.B.M.     | O.M.R. / M.S.C.     | 30 avril 1967   |
| 27 novembre 1966  | H.A.C. / M.S.C.     | J.S.B.M. / O.M.R.     | J.S.K. / W.O.R.     | U.S.M.M.C. / A.S.O. | O.M. / W.A.B.         | S.C.A.F. / O.M.S.E. | 14 mai 1967     |
| 4 décembre 1966   | O.M.S.E. / H.A.C.   | W.A.B. / S.C.A.F.     | A.S.O. / O.M.       | W.O.R. / U.S.M.M.C. | O.M.R. / J.S.K.       | M.S.C. / J.S.B.M.   | 21 mai 1967     |
| 8 janvier 1967    | H.A.C. / J.S.B.M.   | J.S.K. / M.S.C.       | U.S.M.M.C. / O.M.R. | O.M. / W.O.R.       | S.C.A.F. / A.S.O.     | O.M.S.E. / W.A.B.   | 28 mai 1967     |
| 15 janvier 1967   | W.A.B. / H.A.C.     | A.S.O. / O.M.S.E.     | W.O.R. / S.C.A.F.   | O.M.R. / O.M.       | M.S.C. / U.S.M.M.C.   | J.S.B.M. / J.S.K.   | 4 juin 1967     |

. 

La JS Kabylie débutera donc son premier match officiel de la saison face à l'équipe du Hydra AC à Hydra.

### Phase aller de la Division Honneur Centre
La première journée de ce championnat débute le dimanche 25 septembre 1966, pour la JS Kabylie comme pour tous les clubs des groupes de la Division Honneur du pays dont les matchs ont lieu le même jour.
| Dates             | Journées    | Adversaires       | Lieux des rencontres             | Scores | Buts JSK             | Références           |
| ----------------- | ----------- | ----------------- | -------------------------------- | ------ | -------------------- | -------------------- |
| 25 septembre 1966 | 1re journée | Hydra AC          | Stade de Hydra (Hydra)           | 0-3    | -                    | [ Rapport match 1 ]  |
| 2 octobre 1966    | 2e journée  | USM Maison-Carrée | Stade Oukil Ramdane (Tizi Ouzou) | 4-3    | Bentifour , et , ??  | [ Rapport match 2 ]  |
| 9 octobre 1966    | 3e journée  | O Médéa           | Stade Imem Lyes (Médéa)          | 1-4    | ?? , ?? , ?? , ??    | [ Rapport match 3 ]  |
| 16 octobre 1966   | 4e journée  | SC Affreville     | Stade Oukil Ramdane (Tizi Ouzou) | 2-1    | ?? , ?? , Ouahabi et | [ Rapport match 4 ]  |
| 23 octobre 1966   | 5e journée  | OM Saint-Eugène   | Stade Omar Hamadi (Bologhine)    | 1-0    | ??                   | [ Rapport match 5 ]  |
| 6 novembre 1966   | 6e journée  | WA Boufarik       | Stade Oukil Ramdane (Tizi Ouzou) | 0-0    | -                    | [ Rapport match 6 ]  |
| 13 novembre 1966  | 7e journée  | AS Orléansville   | Stade Mohamed-Boumezrag (Chlef)  | 0-0    | -                    | [ Rapport match 7 ]  |
| 27 novembre 1966  | 8e journée  | WO Rouïba         | Stade Oukil Ramdane (Tizi Ouzou) | 0-0    | -                    | [ Rapport match 8 ]  |
| 4 décembre 1966   | 9e journée  | OM Ruiseaux       | Stade du 20-août-1955 (Alger)    | 3-2    | ?? , ??              | [ Rapport match 9 ]  |
| 8 janvier 1967    | 10e journée | MS Cherchell      | Stade Oukil Ramdane (Tizi Ouzou) | 2-2    | ?? , ??              | [ Rapport match 10 ] |
| 15 janvier 1967   | 11e journée | JS Bordj Menaiel  | Salah Takjrad (Bordj Menaïel)    | 0-1    | ??                   | [ Rapport match 11 ] |

La compétition démarre plutôt mal pour la JS Kabylie, avec une lourde défaite d'entrée face au Hydra AC sur le score sans appel de trois buts à zéro. Ce match sera finalement gagné sur tapis vert, trois buts à zéro donc, à la suite d'une décision de la commission de discipline qui rendit son verdict après la quatrième journée de championnat. À la suite de ce match suivront deux victoires de rang où elle marquera quatre buts respectivement face à l'USM Maison-Carrée (sur le score de quatre buts à trois) et l'O Médéa (sur le score de quatre buts à un). Puis deux autres victoires sur le plus petit écart possible respectivement face au SC Affreville (sur le score de deux buts à un) et l'OM Saint-Eugène (sur le score d'un but à zéro).
Tout semblait aller pour le mieux en étant leader après cinq journées de championnat et pourtant la JS Kabylie enchaînera trois matchs stériles sur le score de zéro à zéro face respectivement au WA Boufarik, l'AS Orléansville et le WO Rouïba. À la suite de ses trois résultats nuls et stériles, le club retrouvera le chemin des filets lors de la dixième journée, mais connaîtra pour la première fois de la saison l'amertume de la défaite face à l'OM Ruiseaux (sur le score de trois buts à deux), si l'on excepte la première défaite qui s'avéra être une victoire à la suite du verdict de la décision rendue par la commission de discipline de la Ligue d'Alger.
Finalement, la JS Kabylie terminera cette première partie de saison avec un nul tout d'abord face au MS Cherchell qui la contraint à Tizi Ouzou au partage des points (sur le score de deux buts partout) ; puis une victoire un but à zéro face à la JS Bordj Menaiel, la lanterne rouge de ce groupe.

### Classement à la trêve hivernale
À l'issue de la première partie de saison, le WA Boufarik est leader du Groupe Centre de la Division Honneur, la JS Kabylie quant à elle la suit de près et ce malgré une série de cinq matchs sans victoire (quatre nuls et une défaite) en championnat.
Dans le bas du tableau, deux équipes se tiennent en un point, la JS Bordj Menaiel et l'O Médéa, occupant les deux dernières places du classement. Pour rappel, le dernier du classement rétrogradera en Première division de la Ligue Alger, soit le quatrième niveau dans la hiérarchisation du football algérien de cette époque.
Le classement est établi sur le barème de points suivant : victoire à 3 points, match nul à 2 et défaite à 1 point.
| Rang | Équipe            | Pts | J  | G | N | P | Bp | Bc | Diff |
| ---- | ----------------- | --- | -- | - | - | - | -- | -- | ---- |
| 1    | WA Boufarik       | 28  | 11 | 6 | 5 | 0 |    |    |      |
| 2    | JS Kabylie        | 27  | 11 | 6 | 4 | 1 | 19 | 10 | +9   |
| 3    | OM Ruisseaux      | 27  | 11 | 7 | 2 | 2 |    |    |      |
| 4    | AS Orléansville   | 24  | 11 | 5 | 3 | 3 |    |    |      |
| 5    | WO Rouïba         | 23  | 11 | 3 | 6 | 2 |    |    |      |
| 6    | MS Cherchell      | 23  | 11 | 4 | 3 | 3 |    |    |      |
| 7    | USM Maison-Carrée | 22  | 11 | 5 | 1 | 5 |    |    |      |
| 8    | Hydra AC          | 22  | 11 | 4 | 3 | 4 |    |    |      |
| 9    | SC Affreville     | 19  | 11 | 3 | 2 | 6 |    |    |      |
| 10   | OM Saint-Eugène   | 17  | 11 | 1 | 4 | 6 |    |    |      |
| 11   | O Médéa           | 16  | 11 | 1 | 3 | 7 |    |    |      |
| 12   | JS Bordj Menaiel  | 15  | 11 | 0 | 5 | 5 |    |    |      |

- Champion de National II

- Relégué

### Phase retour de la Division Honneur Centre
La phase retour de ce championnat reprend le dimanche 12 février 1967, la JS Kabylie est actuellement deuxième au classement.
| Dates           | Journées    | Adversaires       | Lieux des rencontres                           | Scores | Buts JSK                | Références           |
| --------------- | ----------- | ----------------- | ---------------------------------------------- | ------ | ----------------------- | -------------------- |
| 12 février 1967 | 12e journée | Hydra AC          | Stade Oukil Ramdane (Tizi Ouzou)               | 0-1    | -                       | [ Rapport match 12 ] |
| 19 février 1967 | 13e journée | USM Maison-Carrée | Stade du 1er-Novembre-1954 (El Harrach)        | 1-0    | -                       | [ Rapport match 13 ] |
| 5 mars 1967     | 14e journée | O Médéa           | Stade Oukil Ramdane (Tizi Ouzou)               | 3-1    | Ouhabi et , Kouffi 88e  | [ Rapport match 14 ] |
| 19 mars 1967    | 15e journée | SC Affreville     | Stade de Khémis El-Khechna (Khemis El-Khechna) | 0-0    | -                       | [ Rapport match 15 ] |
| 2 avril 1967    | 16e journée | OM Saint-Eugène   | Stade Oukil Ramdane (Tizi Ouzou)               | 1-0    | Rafaï                   | [ Rapport match 16 ] |
| 16 avril 1967   | 17e journée | WA Boufarik       | Stade Mohamed Reggaz (Boufarik)                | 2-2    | Karamani 12e, Kolli 45e | [ Rapport match 17 ] |
| 23 avril 1967   | 18e journée | AS Orléansville   | Stade Mohamed Boumezrag (Chlef)                | 0-1    | Karamani                | [ Rapport match 18 ] |
| 14 mai 1967     | 19e journée | WO Rouïba         | Stade de Rouïba (Rouïba)                       | 0-1    | Karamani                | [ Rapport match 19 ] |
| 21 mai 1967     | 20e journée | OM Ruiseaux       | Stade Oukil Ramdane (Tizi Ouzou)               | 0-1    | -                       | [ Rapport match 20 ] |
| 28 mai 1967     | 21e journée | MS Cherchell      | Stade de Cherchell (Cherchell)                 | 3-1    | ??                      | [ Rapport match 21 ] |
| 4 juin 1967     | 22e journée | JS Bordj Menaiel  | Stade Oukil Ramdane (Tizi Ouzou)               | 3-1    | ?? , ?? , ??            | [ Rapport match 22 ] |

La phase retour reprend donc et cela débute par une série de deux défaites sur le même score d'un but à zéro, tout d'abord face au Hydra AC qui s'impose dans les règles et l'USM Maison-Carrée qui prendra sa revanche à la suite d'une grossière erreur de l'arrière garde kabyle, les dénommés Merad et Harouni durant la première mi-temps. Cette série de deux défaites consécutives s'arrête lors de la réception de l'O Médéa, qui encaissera deux buts de Ouhabi qui les marquera en cinq minutes et un troisième d'Arezki Kouffi qui dribbla à lui tout seul toute la défense. Toutefois elle sauvera l'honneur en inscrivant un but par l'intermédiaire de son attaquant le dénommé Hadjesi. 
Cet élan sera de nouveau stoppé mais cette fois-ci par le SC Affreville qui en refusant le jeu sauvegardera ses bois inviolés durant toute la partie, constituant le quatrième match de la saison sur le score nul est vierge de zéro but partout pour la JS Kabylie. Les kabyles reprennent du poil de la bête en s'imposant comme à l'aller face à l'OM Saint-Eugène sur le score d'un but à zéro grâce à un but inscrit par Rafaï.
Le 16 avril 1967 constitue certainement la rencontre la plus importante de la saison pour les joueurs kabyles, c'est celle face au WA Boufarik réputé à cette époque pour être la « bête noire » du club. La partie débute sur un rythme engagé et soutenu, les premiers à se signaler sont les kabyles qui grâce à un magnifique tir du pied gauche de  Karamani permet à son club de mener au score à la douzième minute. Les boufarikois nivellent ensuite la marque, un des leurs - bien qu'en position de hors-jeu - égalise donc car le but fut accordé par M. Aouissi l'arbitre de la rencontre. Néanmoins juste avant la mi-temps les kabyles réagissent de nouveau, une frappe de Ouahabi accompagné par Kolli permet à la JS Kabylie de mener deux buts à un. Mais la rencontre fut longue, beaucoup trop longue, car l'arbitre de celle-ci fit jouer les deux équipes durant cent cinq minutes, ce qui est inhabituel pour un match de football dénué de prolongation. Le coup de sifflet final retentit soixante minutes plus tard alors que le ballon venait de rentrer dans les filets de la JS Kabylie, score final deux buts partout. À Boufarik c'est la folie, ce résultat permet au widad de revenir à hauteur des kabyles et de croire encore au titre.
À la suite de cette rencontre rocambolesque qui s'est soldée par un nul, suivront deux victoires sur le même score d'un but à zéro, dont le buteur n'est autre que Karamani qui marque respectivement face à l'AS Orléansville puis le WO Rouïba. Aux deux victoires succèdent deux défaites, l'une sur le même score d'un but à zéro face à l'OM Ruiseaux soit sa deuxième défaite de la saison face au même club, puis une plus importante de trois buts à un face au MS Cherchell qui lui aura pris cinq points cette saison. La JS Kabylie terminera finalement la saison par une victoire face à la JS Bordj Menaiel, sur le score de trois buts à un, condamné depuis longtemps à la relégation.
Cette dernière victoire sera insuffisante, l'OM Ruiseaux termine Champion du Groupe Centre de la Division Honneur avec quatre points d'avance et accède seul en National II. Sa seule satisfaction fut de devancer au classement sa bête noire d'un point et ce malgré le résultat et le déroulement du match ayant compté pour la dix-septième journée de championnat.

### Classement final
À l'issue de cette seconde partie de saison, la JS Kabylie finit au deuxième rang à quatre points du leader. Ce résultat ne lui permet pas d'accéder en National I, car seul le Champion se qualifie.
Le classement est établi sur le même barème de points que durant l'époque coloniale, c'est-à-dire qu'une victoire vaut trois points, un match nul deux points et la défaite est à un point .
| Rang | Équipe            | Pts | J  | G  | N  | P  | Bp | Bc | Diff |
| ---- | ----------------- | --- | -- | -- | -- | -- | -- | -- | ---- |
| 1    | OM Ruisseaux      | 54  | 22 | 14 | 4  | 4  | 43 | 18 | +25  |
| 2    | JS Kabylie        | 50  | 22 | 11 | 6  | 5  | 28 | 20 | +8   |
| 3    | WA Boufarik       | 49  | 21 | 9  | 10 | 2  | 31 | 17 | +14  |
| 4    | AS Orléansville   | 48  | 21 | 10 | 7  | 4  | 42 | 24 | +18  |
| 5    | WO Rouïba         | 44  | 21 | 7  | 9  | 5  | 30 | 24 | +6   |
| 6    | MS Cherchell      | 44  | 22 | 6  | 10 | 6  | 28 | 29 | -1   |
| 7    | USM Maison-Carrée | 40  | 22 | 7  | 4  | 11 | 27 | 41 | -14  |
| 8    | Hydra AC          | 38  | 21 | 7  | 3  | 11 | 24 | 31 | -7   |
| 9    | OM Saint-Eugène   | 38  | 21 | 5  | 6  | 10 | 26 | 34 | -8   |
| 10   | O Médéa           | 38  | 22 | 5  | 6  | 11 | 21 | 29 | -8   |
| 11   | SC Affreville     | 38  | 21 | 6  | 5  | 10 | 23 | 38 | -15  |
| 12   | JS Bordj Menaiel  | 35  | 22 | 2  | 9  | 11 | 22 | 40 | -18  |

- Champion de National II

- Relégué

### Bilan et conséquences
Au terme de la saison, l'OM Ruiseaux est donc sacré champion du Groupe Centre de la Division Honneur et accède seul en National II en compagnie des vainqueurs des deux autres champions de la Division Honneur à savoir, celui du Groupe Ouest le JSM Tiaret et celui du Groupe Est l'AS Aïn Mlila .
La JS Kabylie quant à elle termine à la deuxième place à quatre points du champion et ce malgré une bonne performance. Sa qualité de vice-championne en partie due à une moins bonne deuxième partie de saison ponctuée de quatre défaites notamment pour deux nuls et cinq victoires, ne lui permet pas d'accéder à l'échelon supérieur nouvellement créé.
Enfin la JS Bordj Menaiel déjà lanterne rouge à mi-saison, occupe la dernière place du classement et rétrograde en Première division de la Ligue Alger, le quatrième niveau, soit le deuxième au niveau régional.

## Coupe d'Algérie de football (1966-1967)
Dans cette édition, les clubs concourant dans les championnats de troisième niveau entrent en compétition à partir du cinquième et dernier tour régional. La JS Kabylie comme pour tous les clubs des différents groupes de la Division Honneur, débute donc à ce stade qui eut lieu le dimanche 20 novembre 1966.
| Dates            | Tours            | Adversaires     | Lieux des rencontres               | Scores    | Buts JSK               | Références           |
| ---------------- | ---------------- | --------------- | ---------------------------------- | --------- | ---------------------- | -------------------- |
| 21 novembre 1966 | 5e tour régional | CC Alger        | Stade de Rouïba (Rouïba)           | 3-1 (a.p) | ?? , Rafaï , Ouahabi . | [ Rapport match 23 ] |
| 11 décembre 1966 | 1/32e de finale  | AS Orléansville | Stade de Mouzaiaville (El Affroun) | 0-1       | -                      | [ Rapport match 24 ] |

La JS Kabylie s'arrêtera piteusement au stade des trente-deuxième de finale de la compétition en s'inclinant un but à zéro dans un nom match face à l'AS Orléansville. Cette édition sera marquée par la troisième victoire de l'ES Sétif qui s'imposera en finale face à la JSM Skikda pensionnaire de National II dont c'est la première finale de cette compétition. Néanmoins celle-ci malgré cette défaite, accédera dans l'élite au terme du championnat de National II, caractérisant un peu plus sa brillante saison sportive.

## Résultats des autres sections

### Section junior de football
La section junior de la JS Kabylie participa à la Coupe d'Algérie de football de sa catégorie. Celle-ci sera stoppée au stade des huitièmes de finale de la compétition par le S Aïn-Benian. En effet malgré un score de parité d'un but partout au terme de la rencontre, la règle de l'époque stipule que le plus grand nombre de corner obtenu doit départager les deux équipes. Mais là encore une égalité parfaite de deux corners chacun les caractérise. Une séance de tirs au but a donc lieu et le S Aïn-Benian se montra plus adroit en remportant sa série par trois tirs au but à deux.

### Section volley-ball
La section volley-ball de la JS Kabylie vient d'être créée et participe au championnat de Première Division de la Ligue d'Alger de volley-ball, soit le troisième niveau derrière la Division Excellence et la Division Honneur. Elle se trouve donc en compagnie de onze autres équipes que sont : l'équipe réserve de l'ASTA, l'ESMK, la JSBCA, la JSAF, l'équipe réserve du MCA, l'OM, la section réserve de l'OMSE, le SCUA, l'ASONACO, l'équipe réserve de l'USMMC et l'USN.
Celle-ci débute ses premiers matchs officiels par la Coupe de la ligue d'Algérie de volley-ball qui eut lieu en début de saison. Elle s'inclina au premier tour face à l'expérimenté AST Alger par trois sets à un, En coupe de la consolation, la coupe de repêchage de cette compétition, elle s'inclina encore cette fois-ci sur le score étriqué de trois sets à deux face à la section volley-ball du MC Alger.
Elle participa également à la Coupe d'Algérie de volley-ball la même saison mais connaîtra la aussi à nouveau la défaite par trois sets à un face au GSCL le club de Chelghoum Laïd.

## Faits marquants de la saison
Des faits importants se sont déroulés durant cette saison qu'il est utile de rappeler. Tout d'abord il y a eu la mise en place de la nouvelle division à savoir la National II, ce qui eut pour conséquence une refonte de la hiérarchisation du football algérien, la mise en place d'une nouvelle répartition des équipes mais aussi une reconsidération sur les futurs modalités de qualifications.
Durant la saison la déroulement du match entre la JS Kabylie et la WA Boufarik comptant pour la dix-septième journée de championnat fut quelque peu confus. En plus de la durée anormalement longue de cent cinq minutes, la rencontre entre les deux équipes fut particulièrement houleuse avec l'expulsion du stade des entraîneurs des deux équipes. La ville de Boufarik fut mise sens dessus dessous, une véritable bagarre rangée ou rien ne fut épargné aussi bien les joueurs que les véhicules ou les supporters des deux équipes.
Dans le quotidien national d'information algérien nommé El Moudjahid, des mentions sont faites à propos de la création d'une jeune équipe de volley-ball (la fameuse section volley-ball de la JS Kabylie). Celle-ci participe à sa première compétition, la Coupe de la ligue d'Algérie de volley-ball qui eut lieu en début de saison. Elle s'inclina au premier tour face à l'expérimenté AST Alger par trois sets à un, ainsi qu'en coupe de la consolation de cette même compétition face à la section volley-ball du MC Alger sur le score de trois sets à deux.
Et enfin signalons également que c'est l'année où apparaît le pari sportif algérien, et dont les pronostics sont évoqués dans les différents journaux de l'époque.

## Buteurs
| Joueurs | Championnat | Coupe d'Algérie | Total |
| ------- | ----------- | --------------- | ----- |
|         |             |                 |       |
|         |             |                 |       |
|         |             |                 |       |
|         |             |                 |       |
|         |             |                 |       |
| Total   |             |                 |       |